# واکسیناسیون گربه‌‌‌ها

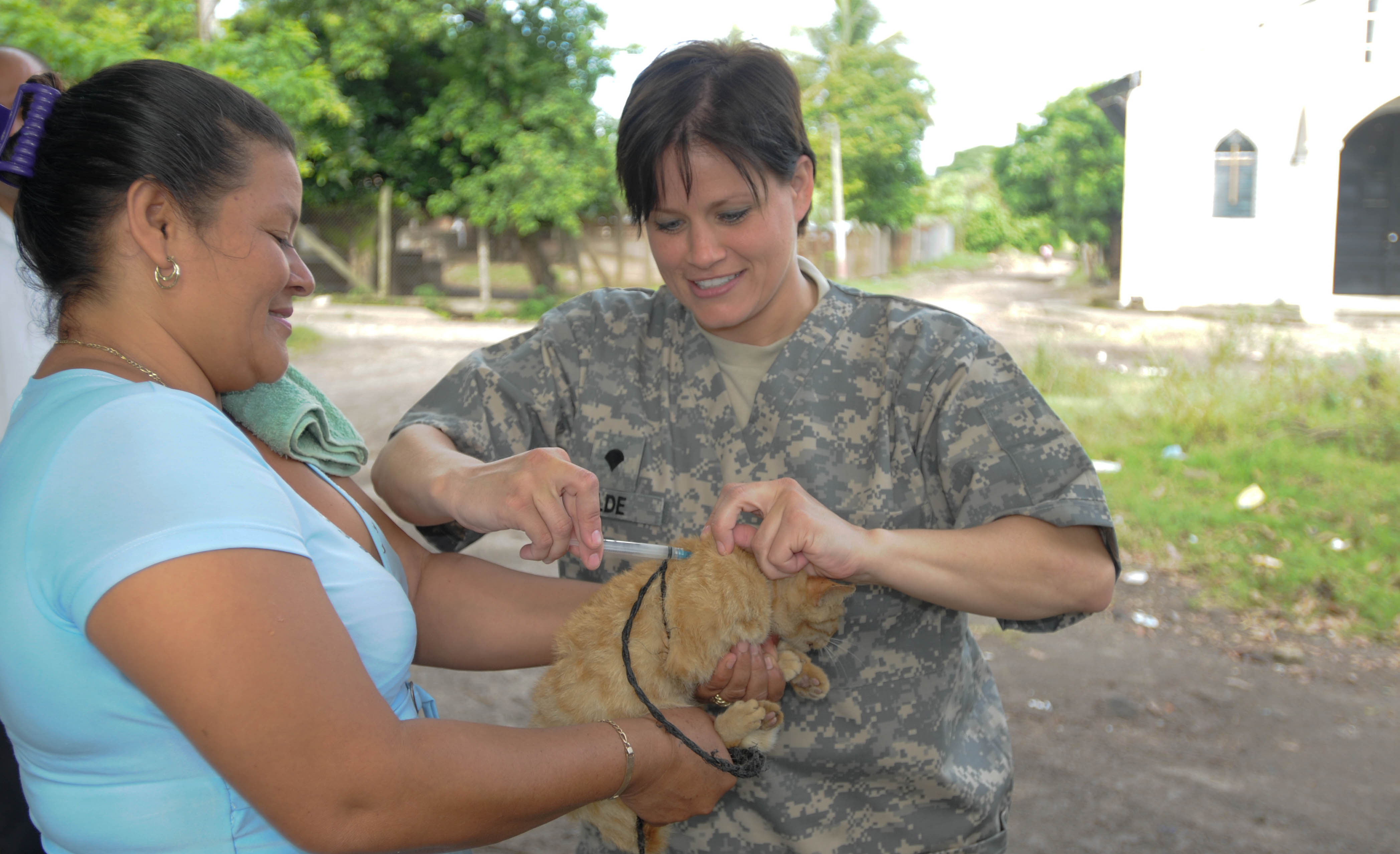
واکسیناسیون گربه‌ها

واکسیناسیون گربه‌ها نقش حیاتی در محافظت از گربه‌ها در برابر بیماری‌های عفونی ایفا می‌کند که برخی از آن‌ها بالقوه کشنده هستند. گربه‌ها ممکن است از محیط اطراف خود، سایر گربه‌ها و دیگر حیوانات خانگی یا حتی از طریق انسان در معرض این بیماری‌ها قرار گیرند.
در دامپزشکی مدرن، دستورالعمل مشخص و یکسان سابق برای واکسیناسیون گربه‌ها منسوخ شده و روش، نوع و دفعات واکسیناسیون آن‌ها بر اساس ویژگی‌ها، وضعیت و موقعیت حیوان متفاوت است.
دستورالعمل واکسیناسیون در گروه‌های مختلف زیر ممکن است متفاوت باشد:
- گربه‌های پناهگاه‌ها
- گربه‌های خانگی (و بر اساس محل استقرار گربه‌ها "فقط در داخل"، "داخل و بیرون" یا "فقط بیرون")
- گربه‌های پرورش‌دهندگان
- خانگی، وحشی یا گربهٔ رمیده (فرال)

توجه ویژه در تعریف دستورالعمل‌ها ممکن است برای موارد زیر مورد نیاز باشد:
- در هنگام سفر
- وضعیت بیماری‌های زمینه‌ای گربه
- گربه‌های باردار یا شیرده یا شیرخوار
- حضور تعداد زیادی گربه یا بچه گربه در یک محل خاص

## واکسن‌های اصلی و غیراصلی
واکسن‌های اصلی گربه‌ها، واکسن‌هایی هستند که «ضروری برای سلامتی» در نظر گرفته می‌شوند و برای همه گربه‌های شهری، داخل خانه یا بیرون، وحشی و رمیده توصیه می‌شوند. این واکسن‌ها عبارت‌اند از:
- پنلوکوپنی (FPV یا FPLV، با نام مستعار پاروای گربه یا دیستمپر گربه)
- راینوتراکیت ویروسی گربه (FHV، با نام مستعار هرپس ویروسی گربه)
- کلسی‌ویروس گربه‌سانان (FCV)
- هاری (در مناطقی که هاری شایع است یا طبق قانون لازم است).

واکسن‌های غیراصلی فقط برای گربه‌هایی که در معرض خطر یک یا چند عفونت خاص هستند توصیه می‌شوند:
- ویروس لوکمی گربه (FeLV)
- ویروس نقص ایمنی گربه‌سانان (FIV)
- کلامیدیا فلیس
- بوردتلا برانشیسپتیکا (Bordetella bronchiseptica)

## برنامه‌های واکسیناسیون
دستورالعمل‌های ملی، بین‌المللی و جهانی واکسیناسیون، توسط هیئت‌های مشاورهٔ حرفه‌ای دامپزشکی به‌طور مرتب به‌روزرسانی می‌شوند و برای مشاهده یا دانلود آنلاین در دسترس هستند. این هیئت‌ها شامل موارد زیر هستند:
- World Small Animal Veterinary Association (WSAVA): Guidelines for the vaccination of dogs and cats
- American Association of Feline Practitioners (AAFP) Feline Vaccination Advisory Panel Report: Feline Vaccination Guidelines بایگانی‌شده  در ۲۰۱۹-۱۰-۰۲ توسط Wayback Machine
- European Advisory Board of Cat Diseases (ABCD): Vaccines and Vaccinations
- UK: The National Office of Animal Health (NOAH): Vaccination for animal health بایگانی‌شده  در ۳۱ ژوئیه ۲۰۲۰ توسط Wayback Machine

این راهنماها توصیه‌هایی برای بچه‌گربه‌ها و گربه‌های بالغ ارائه می‌کنند که شامل الزامات اولیه برای ایجاد سطوح کافی از ایمنی اکتسابی، همراه با توصیه‌های تجدید و تزریق مجدد بوستر (تقویت‌کننده) برای حفظ آن هستند. برای برخی از بیماری‌های عفونی، از نمونه‌های خون می‌توان برای اندازه‌گیری سطوح آنتی‌بادی (تیتر) برای تعیین DOI استفاده کرد.

## انواع واکسن
انواع متعددی از واکسن‌های تجاری برای القای ایمنی اکتسابی موجود است. این موارد، عبارت‌اند از:
- واکسن زنده
- MLV (کمکی)
- واکسن غیرفعال‌شده

واکسن‌های ترکیبی که محافظت در برابر چندین ویروس رایج را فراهم می‌کنند نیز موجود هستند.
انتخاب یا استفاده از یک نوع/مارک خاص واکسن ممکن است بسته به خطر کلی عفونت ویروسی برای یک حیوان خاص در محیط زندگی آن حیوان، متفاوت باشد.

## تجویز واکسن
قوانین مربوط به این‌که چه کسی می‌تواند واکسن را تهیه و تزریق کند، در کشورهای مختلف متفاوت است. برخی ممکن است فقط توسط یک دامپزشک دارای مجوز، خریداری و ارائه شوند اما برخی دیگر توسط صاحبان یا مراقبین گربه‌ها.
روش تجویز و استفاده از واکسن‌ها ممکن است متفاوت باشد. واکسن‌ها ممکن است از طریق تزریق، روش پوستی یا از طریق بینی/چشم استعمال شوند. روش‌های تزریق ممکن است تزریق عضلانی (IM) یا زیرجلدی (SQ) باشد. محل تزریق نیز ممکن است بسته به نوع واکسن، متفاوت باشد.

## واکنش بدن گربه به واکسن‌ها
واکسن‌ها برای دریافت مجوز باید تحت آزمایش‌های ایمنی قرار گیرند و بسیار ایمن در نظر گرفته می‌شوند. درصد بسیار کمی از حیوانات ممکن است واکنش نامطلوب داشته باشند. همهٔ هیئت‌های مشاوره‌ای که در بالا ذکر شد، به‌شدت این دیدگاه را تأیید می‌کنند که مزایای واکسیناسیون، بسیار بیشتر از خطرات واکسینه نکردن حیوان است.

### واکنش‌های طبیعی
پس از تزریق واکسن، گربه‌ها ممکن است واکنش‌هایی خفیف و کوتاه‌مدت مانند کم‌اشتهایی، بی‌حالی و تب را تجربه کنند. با مشاهدهٔ هر گونه علائمی که بیش از یک یا دو روز ادامه داشته باشد باید با دامپزشک مشورت شود. گاهی برای واکسن‌های تزریقی، ممکن است یک تودهٔ کوچک و بدون درد، در محل تزریق واکسن ایجاد شود که معمولاً در عرض چهار هفته ناپدید می‌شود.

### واکنش‌های نامطلوب (غیرطبیعی)
عوارض جانبی واکسن، شامل هرگونه آسیب ناشی از واکسن است.
به‌ندرت، بدن یک گربه واکنش آلرژیک در برابر واکسن نشان می‌دهد. این واکنش‌ها ممکن است شامل خارش صورت یا یک واکنش آلرژیک عمومی باشد که شامل استفراغ، اسهال، مشکلات تنفسی و در موارد بسیار نادر، از حال رفتن حیوان است. در صورت بروز هر یک از این موارد، باید فوراً با دامپزشک، تماس گرفته شود. واکنش‌های آنافیلاکسی اگر به موقع درمان شوند، به‌ندرت کشنده هستند. اگر یک واکنش آلرژیک رخ دهد، واکسیناسیون‌های آیندهٔ حیوان باید اصلاح شده یا پیش از آن یک داروی ضد آلرژی با تشخیص دامپزشک، استفاده شود.
یکی دیگر از واکنش‌های غیرمعمول، ایجاد فیبروسارکوم مرتبط با واکسن است، توموری در محل تزریق، پس از ماه‌ها یا سال‌ها پس از واکسیناسیون ایجاد می‌شود.